# Saint Thomas (Barbados)
Saint Thomas é uma paróquia de Barbados. Sua população estimada em 2005 era de 11.900 habitantes.

## Principais cidades
- Bennetts
- Reeds Hill
- Sturges